# Johanneshovs skans

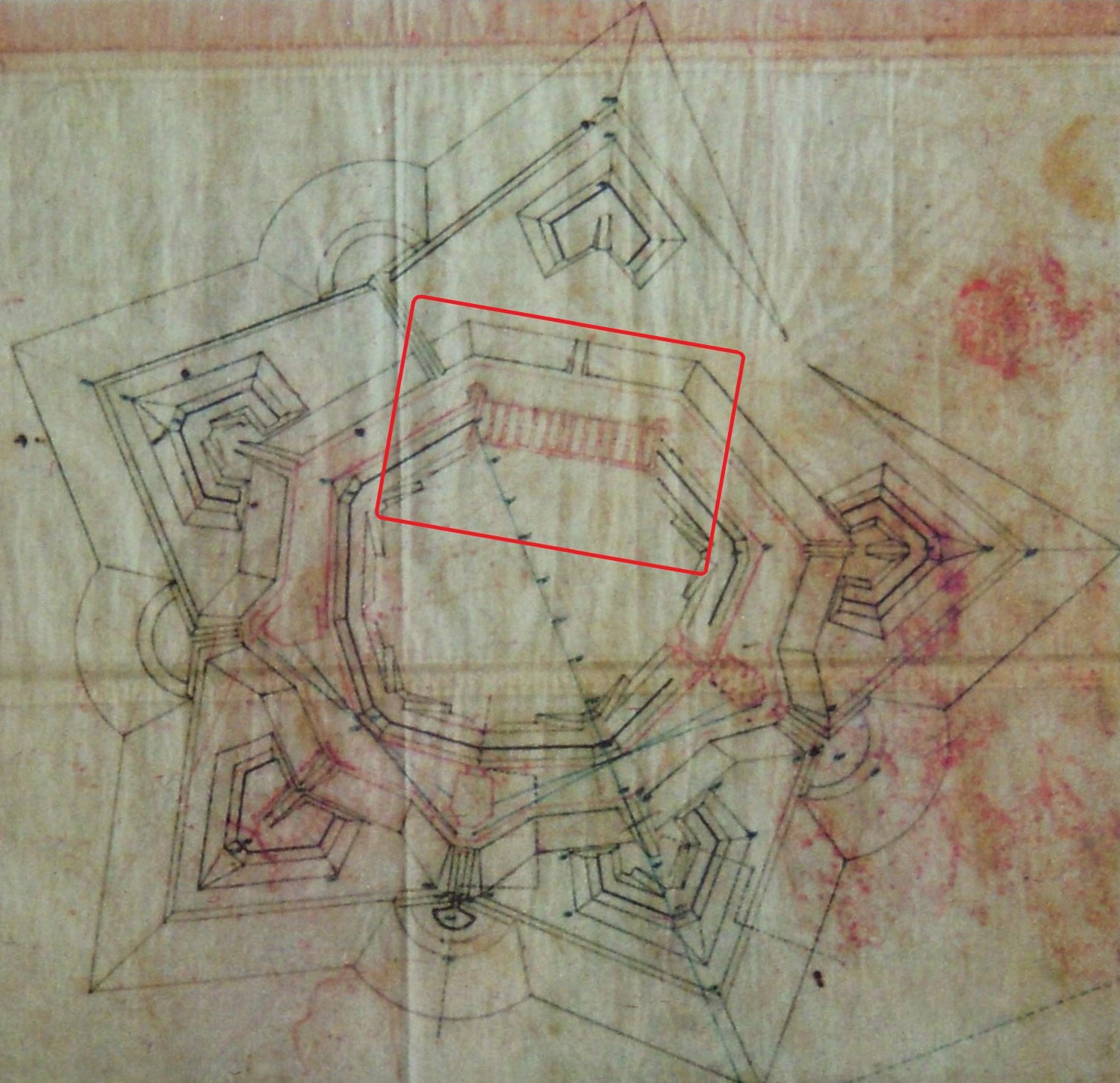
Ritning för Johanneshovs skans. Bara grundmurarna till slutvärnet (inom röd ram) fullbordades. Ritningen är vänd med norr uppåt.

Johanneshovs skans är ett ofullbordat befästningsverk beläget i stadsdelen Johanneshov, södra Stockholm som började byggas 1859. Redan 1860 bestämde ståndsriksdagen att byggnadsarbetena för det väldiga projektet skulle avbrytas då försvarskonceptet ansågs vara föråldrat. 1998 utförde Stadsmuseet i Stockholm en arkeologisk undersökning och en utgrävning av skansens rester. Av Johanneshovs skans återstår idag norra grundmuren till slutvärnet bestående av en cirka 79 meter lång granitmur med två hörnrondeller och innanför liggande skyttegångar. Resterna finns numera i källarplanet av ett kontorshus vid Arenavägen, direkt norr om Söderstadion. Anläggningen är ett fornminne och kan besökas av allmänheten på kontorstid.

## Bakgrund

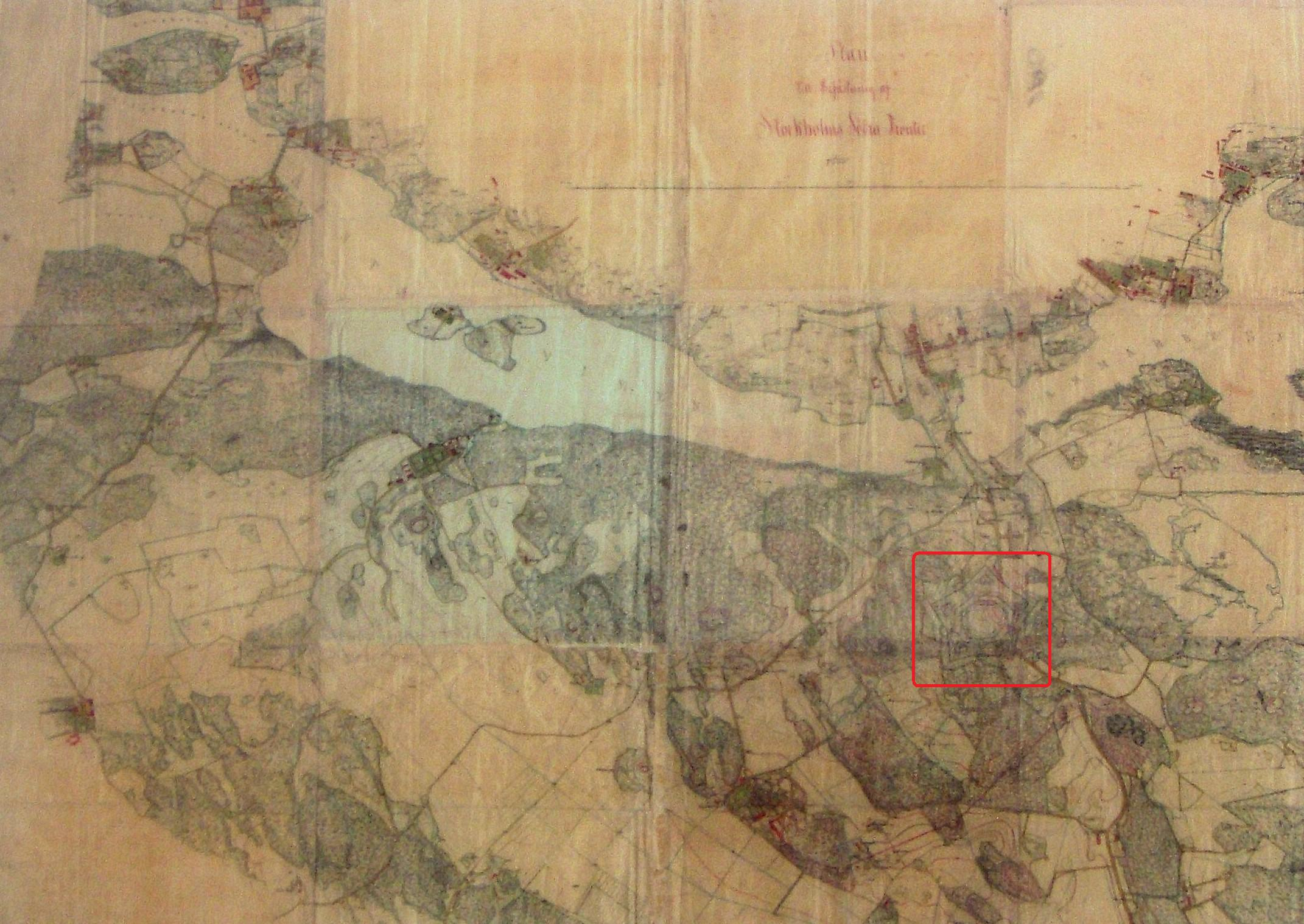
Skansens läge (i röd ram) söder om landtungan mellan Årstaviken och Hammarby sjö, 1860-tal.

År 1856 tillsattes en befästningskommitté under kronprins Karl (sedermera Karl XV) med syfte att behandla försvarssituationen för  Stockholm och där staden skulle skyddas mot bombardemang genom en ring av 42 starka befästningsverk. Enligt tidens idéer om ett centralförsvar för Stockholm skulle 17 skansar ingå i den nordliga linjen och 25 i den södra. Den norra linjen (Stockholms norra befästning) var tänkt att sträcka sig från Karlberg i väst via nuvarande Bellevueparken till Värtahamnen i öst, medan den södra linjen (Stockholms södra befästning) skulle gå från Liljeholmen i väst  via Nybohov, Årsta, Johanneshov och Blåsut till Lilla Sickla i öst.
Direkt anledning till befästningsplanerna var den politiska oron i Europa och Krimkriget 1853–1856 där Frankrikes och Englands krigsfartyg seglade in i Östersjön för att bekämpa den ryska flottan. Vid den tiden utfördes förstärknings- och utökningsarbeten på Vaxholms fästning med bland annat Rindö redutt som är byggd enligt samma principer som Johanneshovs skans. 
Kostnaden för hela projektet med försvarslinjer norr och söder om staden beräknades till sex miljoner riksdaler riksmynt. 1856 års befästningskommittés förslag stannade dock på papperet med undantag av ett större befästningsverk på platån vid Johanneshov, som påbörjades 1859.

## Befästningsverket

### Det strategiska konceptet
Genom sänkan  mellan Årstaviken och Hammarby sjö kunde man befara att fientliga trupper skulle passera och här planerades en större anläggning med plats för en bataljon (mellan 400 och 1 200 man). Meningen var att kunna beskjuta fientliga trupper nere i dalgången mellan Årstaviken och Hammarby sjö.  Området kring landtungan mellan Södermalm och nuvarande Johanneshov ansågs i alla tider som strategiskt viktigt. Här gick även huvudfärdvägen mot Stockholms centrala delar och här byggdes en befästning redan på 1640-talet (Söder skans) och under andra världskriget försvarades området av Skanskvarns luftvärnsställning.
Johanneshovs skans konstruerades av tidens store fortifikationsingenjör Johan af Kleen. Kleen hade rest 1855 till Krim för att informera sig om det pågående Krimkriget och han utsågs samma år till ledamot för Kommittén för Stockholms och Mälardalens befästande. Efter att 1858 blivit överstelöjtnant vid Ingenjörskåren och överste i armén utsågs han i slutet av samma år till generalmajor och chef för Ingenjörskåren (senare kallad Fortifikationen).
Kleens befästningskonst var influerad av Tysklands fortifikationsbyggnader och hade sina rötter i centralförsvarets idéer. Ett första utkast till Johannishofs Skans presenterades av Kleen redan 1856 och fullständiga ritningar fanns tillgängliga 1858 och 1859.

### Konstruktion och bygget

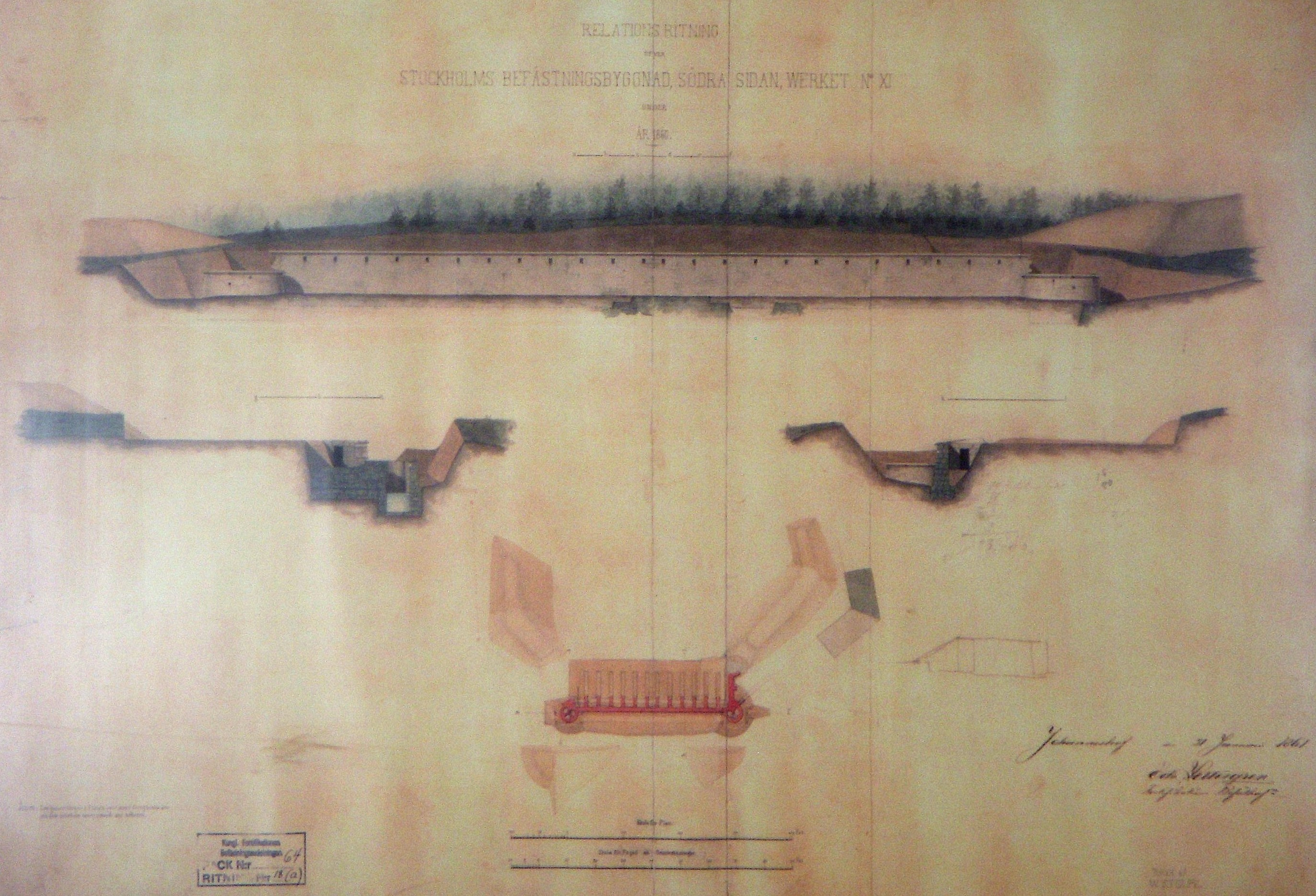
Relationsritning av slutvärnets sockel, fasad mot syd, 31 januari 1861.

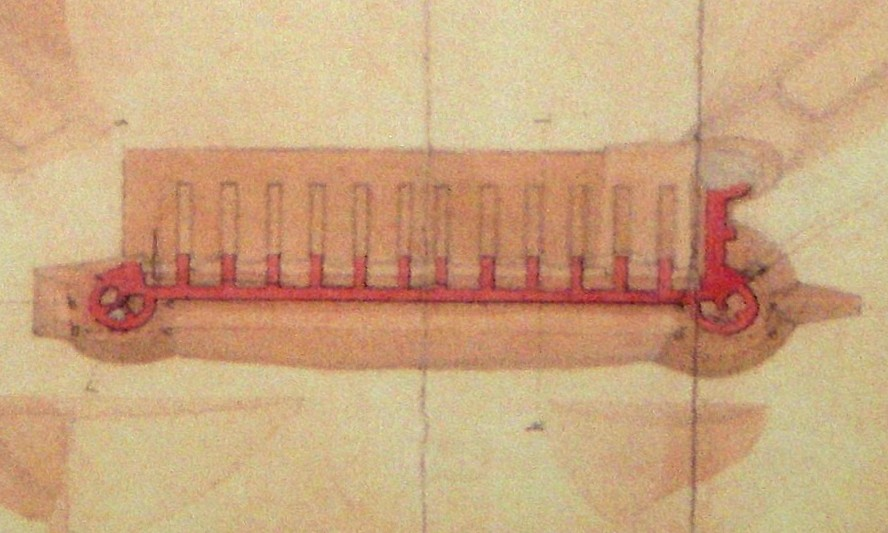
Detalj visande slutvärnet.

Marken i det för bygget aktuella området inom storgodset Enskede gård i Brännkyrka socken exproprierades och fyra berörda gårdar (Kvarnängen, Långgården, Gustafslust och Johanneshov) förföll. Befästningsverket koncipierades som en femuddig stjärna med en vall- och vallgravsomgärdad borggård samt plats för förläggningar för manskap och befäl. 
En del av vallen skulle utgöras av ett slutvärn, tänkt att bestyckas med artilleri. Slutvärnets hörn försågs med torn som sköt ut i vallgraven, härifrån skulle man kunna skjuta längs murarna. I murens skyttegalleri anordnades skottgluggar genom dem kunde man beskjuta en fiende vid en eventuell stormning. Dessa skottgluggar finns kvar än idag. Den bevarade muren består av granitblock på utsidan och murverk av tegel på insidan. Kalkstenslisten som skulle skilja sockel från huvudvåning kom från Borghamns kalkstensbrott i Östergötland.
I vallgraven planerade Kleen tre kaponjärer (utskjutande byggnadsdelar för flankerande försvar). I dessa fanns kasematter för kanoner med vilka man kunde beskjuta en eventuell fiende som tagit sig ända in i vallgraven. Kring kärnanläggningen planerade Kleen en krans av fem raveliner (uddformade vallanordningar). Av bevarade ritningar i Krigsarkivet framgår att hela anläggningen skulle i färdigt skick uppta en yta av knappt 500 x 500 meter, vilket motsvarar hela Globenområdet.
Den mest arbetsintensiva delen av anläggningen var själva slutvärnet. Byggnadsarbetena med slutvärnet påbörjades 1859 under Klingenstiernas ledning och var intensivast på sommaren 1860, då cirka 120 man var sysselsatta. Bygget bedrevs som en byggnadshytta med smedja, snickeriverkstad, materialförråd, kalkugn, brukskvarn, stall och liknande. Här fanns bland annat stenhuggare, murare, jordschaktare, bergsprängare, smeder och hantlangare. Arbetena utfördes av frivilliga och dagsverksskyldiga bönder. Straffångar (som vid bygget av Karlsborgs fästning) förekom inte.

### Byggstopp
Redan under sommaren 1860 när arbetena var i full gång beslöt ståndsriksdagen att bygget skulle stoppas, samtidigt byttes Klingenstierna ut mot löjtnant Zettergren. Zettergren hade lägre rang än Klingenstierna, vilket kan tolkas att projektet inte längre prioriterades. Men på grund av redan ingångna kontrakt för materialleveranser och  avtal med byggmästare fortgick byggarbetena även under 1861. Anledningen till att arbetena inställdes var dels att den typen av militära befästningar ansågs vara föråldrade, dels att medel saknades.
Vid den tiden genomfördes flera stora och kostsamma infrastrukturprojekt i Stockholm, bland dem framdragning av Västra och Norra stambanan, bygget av Sammanbindningsbanan och  moderniteter som vattenverk, gasverk och elverk. Det gällde även att omsätta Lindhagenplanen, den stora stadsförnyelseplanen för Stockholm, som genomfördes under 1870- och 1880-talen.

## Arkeologiska utgrävningar

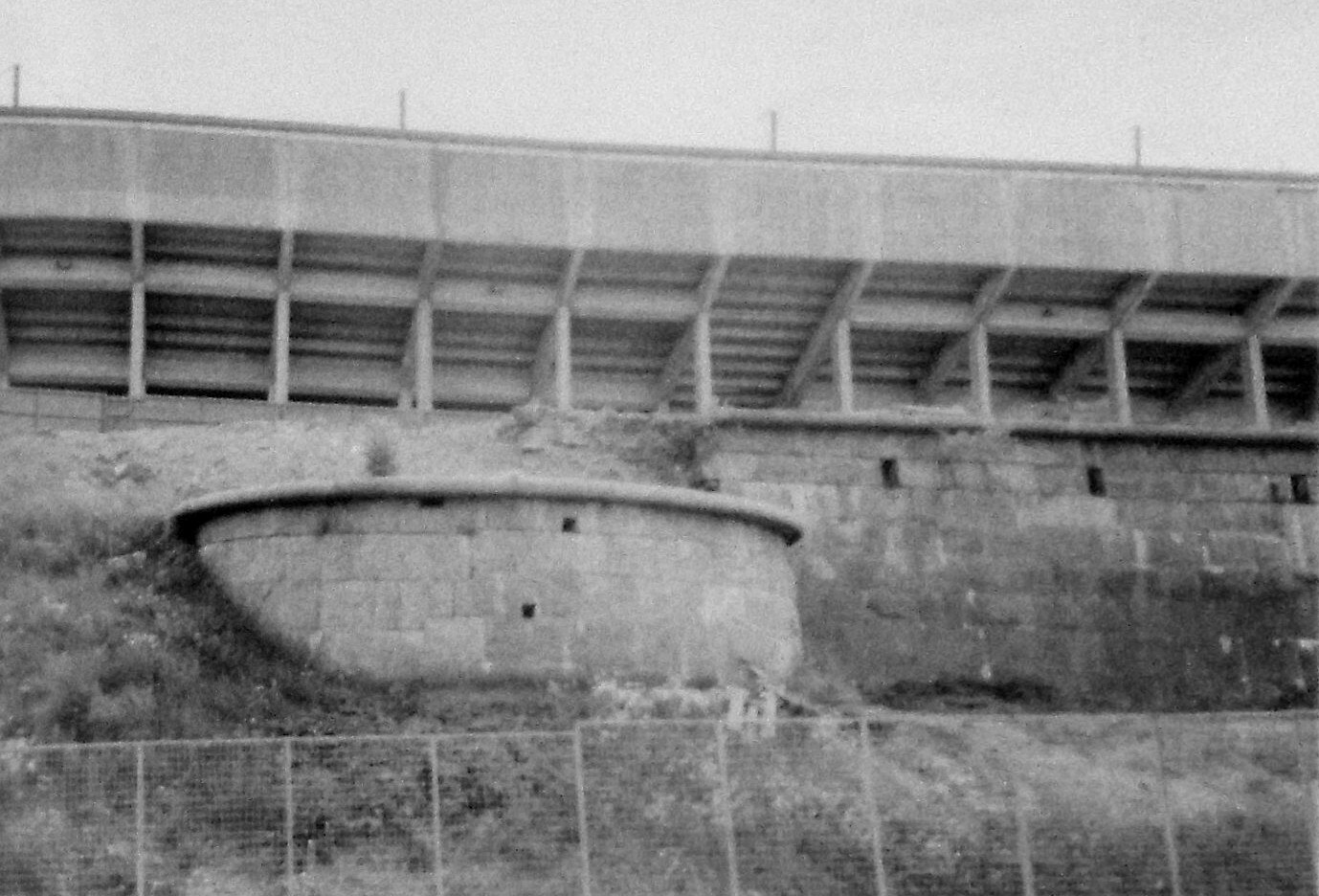
Johanneshovs skans under 1960- till 1990-talen. I bakgrunden syns Söderstadions läktare.

Skansen har ett flertal gånger varit föremål för arkeologiska undersökningar och utgrävningar. Den tidigaste genomfördes 1923 av Karl Gardelius, då en uppmätning av murarna företogs. Av de framgår att den färdigbyggda grunden till slutvärnet mätte 87,4 x 20,3 meter. I hörnen fanns rondeller med 9 respektive 7 meters diameter och från de norra rondellerna utgick också ca 15 meter långa vingmurar mot sydöst och sydväst. I bottenvåningen till slutvärnet hade man planerat
långsmala välvda kanongångar (kasematter), av vilka endast grundmurarna blev uppförda.
Anläggningen stod mer eller mindre orörd fram till slutet av 1920-talet då Johanneshovs IP byggdes på delar av slutvärnets befästningsmur. Under 1940- och 1960-talen byggdes idrottsplatsen ut till Söderstadion, stora delar av skansen täcktes med fyllnadsmassor och slutvärnets grundmur hamnade delvis under stadions läktare. I samband med vägarbeten 1967 frilades slutvärnets nordmur och den östra rondellen, båda restaurerades 1969. Så presenterade sig Johanneshovs skans under 1970- till 1990-talen.

## Anläggningen idag
I slutet av 1990-talet avsåg fastighetsägaren Stadshypotek att uppföra en kontorsbyggnad på den tomt där skansens rester ligger. Meningen var även att införliva skansanläggningen i den planerade byggnaden. Länsstyrelsen i Stockholms län önskade en arkeologisk förundersökning med syfte att fastställa om murar fanns kvar söder om den norra muren. 1998-1999 genomförde Stadsmuseet i Stockholm undersökningen och kunde bland annat hitta grundmurarna till huvudbyggnaden, skyttegångsrummen och den västra rondellen. Den bra bevarade östra rondellen tömdes på jord varvid man fann rester av den trappa som skulle leda upp i hörntornet.
I samband med detaljplanearbetena för det nya kontorshuset beslöt Länsstyrelsen att de fornminnesklassade resterna efter Johanneshovs skans till stor del måste bevaras. Fastighetsägaren tillsammans med nybyggets arkitekt, Nyrén arkitektkontor och Stadsmuseet i Stockholm integrerade skansens rester i husets arkitektur och skapade en liten utställning, där allmänheten kan informera sig om Stockholms stora befästningsverk som aldrig blev fullbordat eftersom det redan var omodernt när det byggdes.

## Bilder, slutvärnet

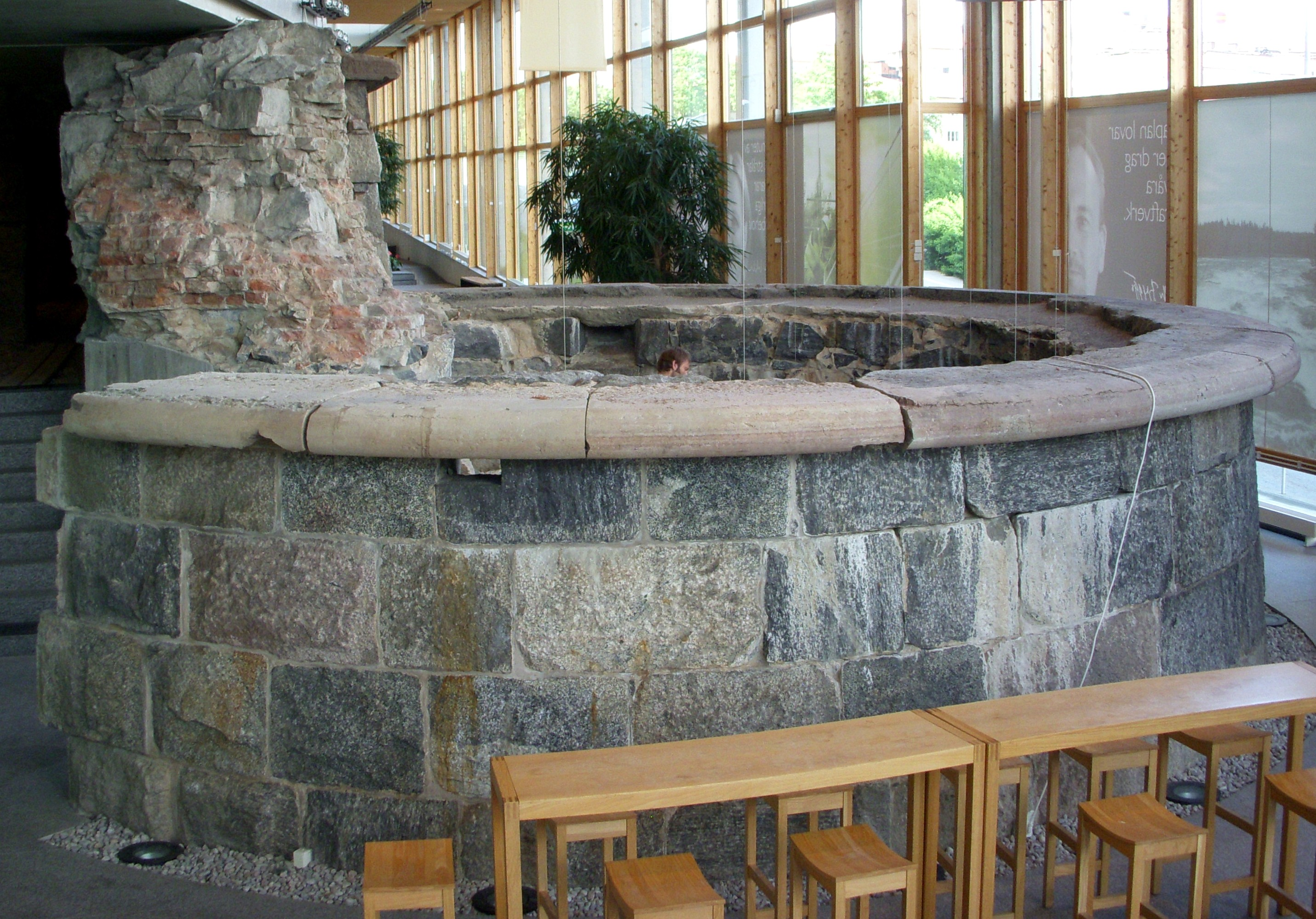
Östra rondellen
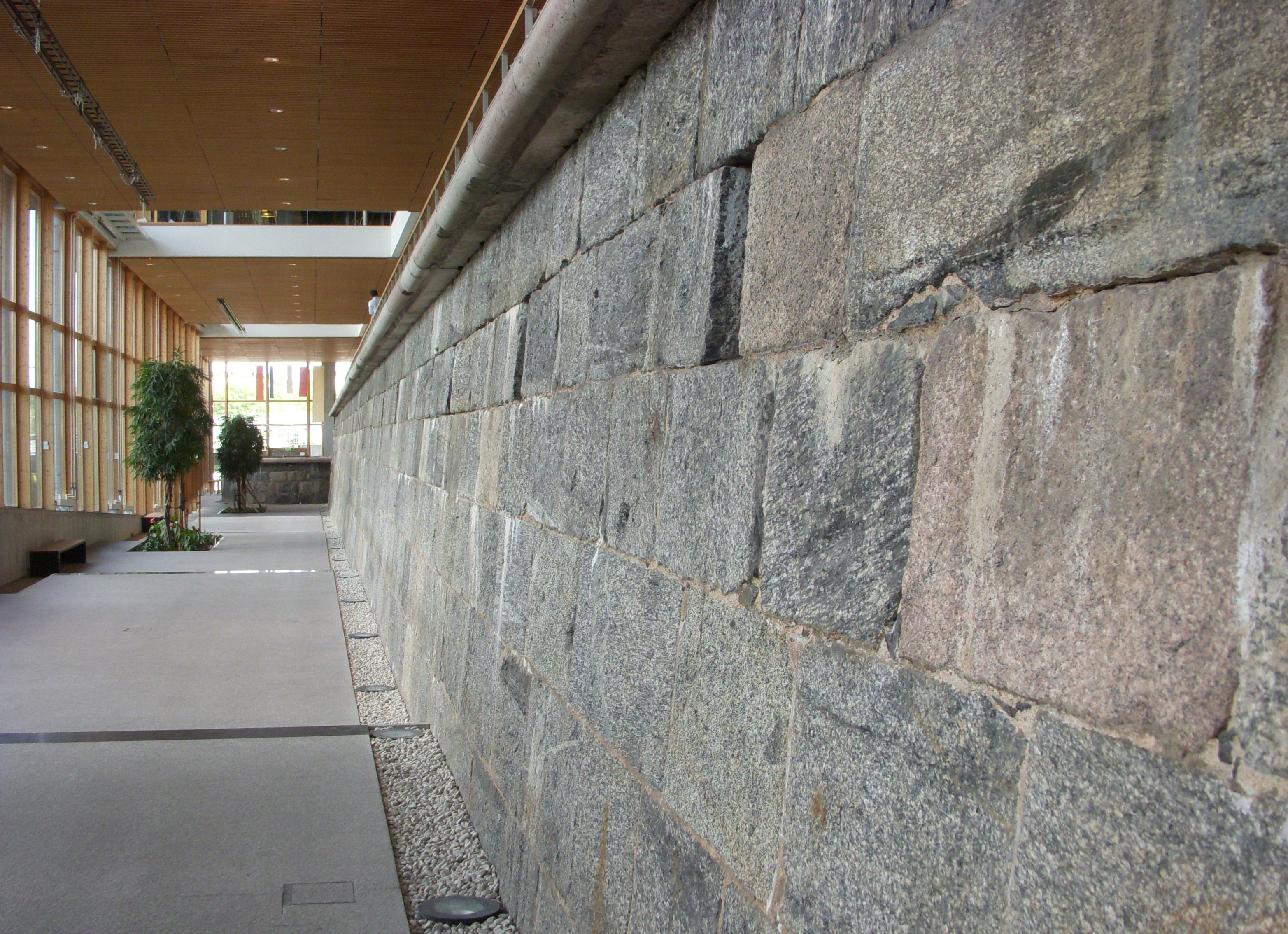
Grundmuren mot öst
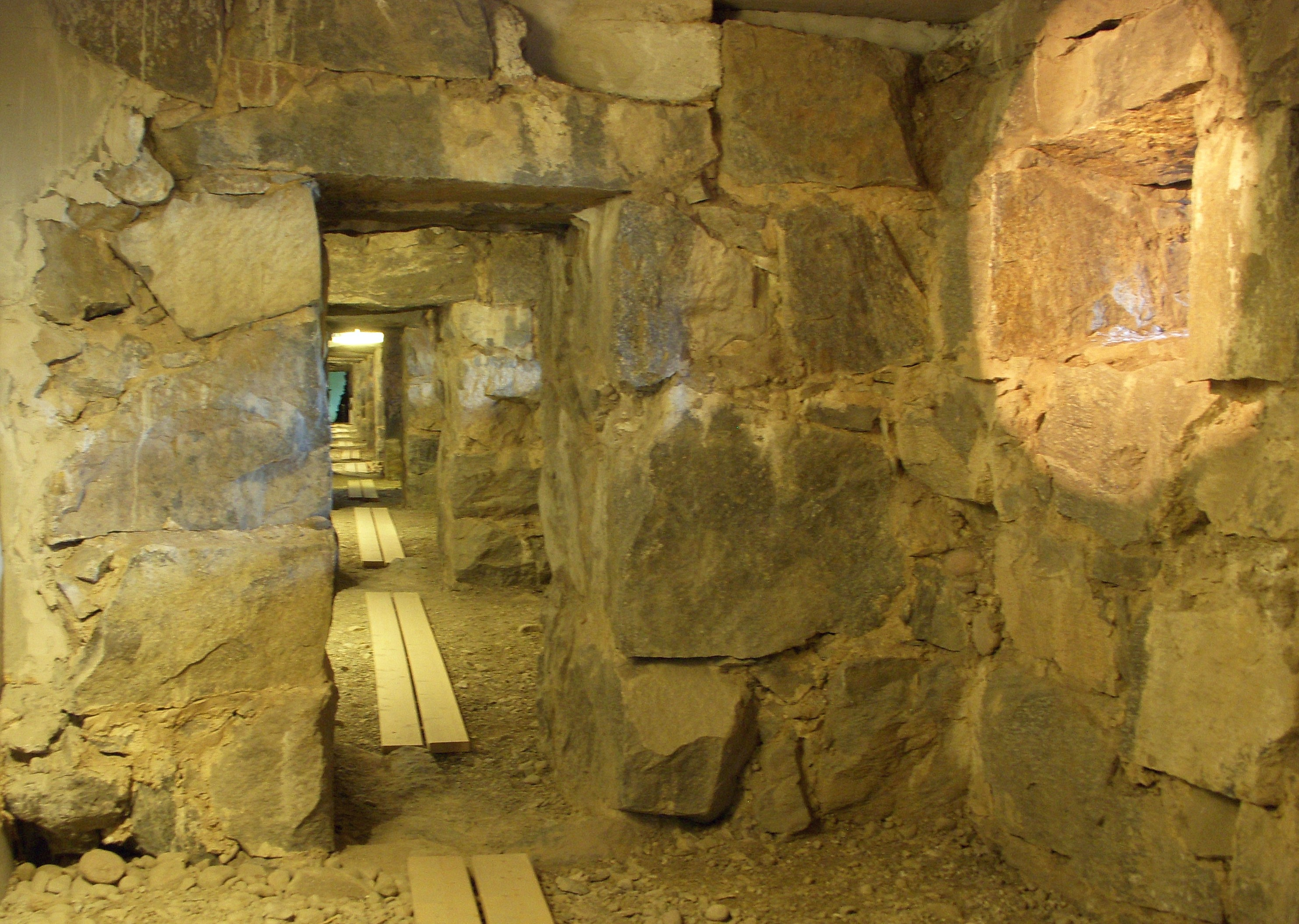
Skyttegången mot väst
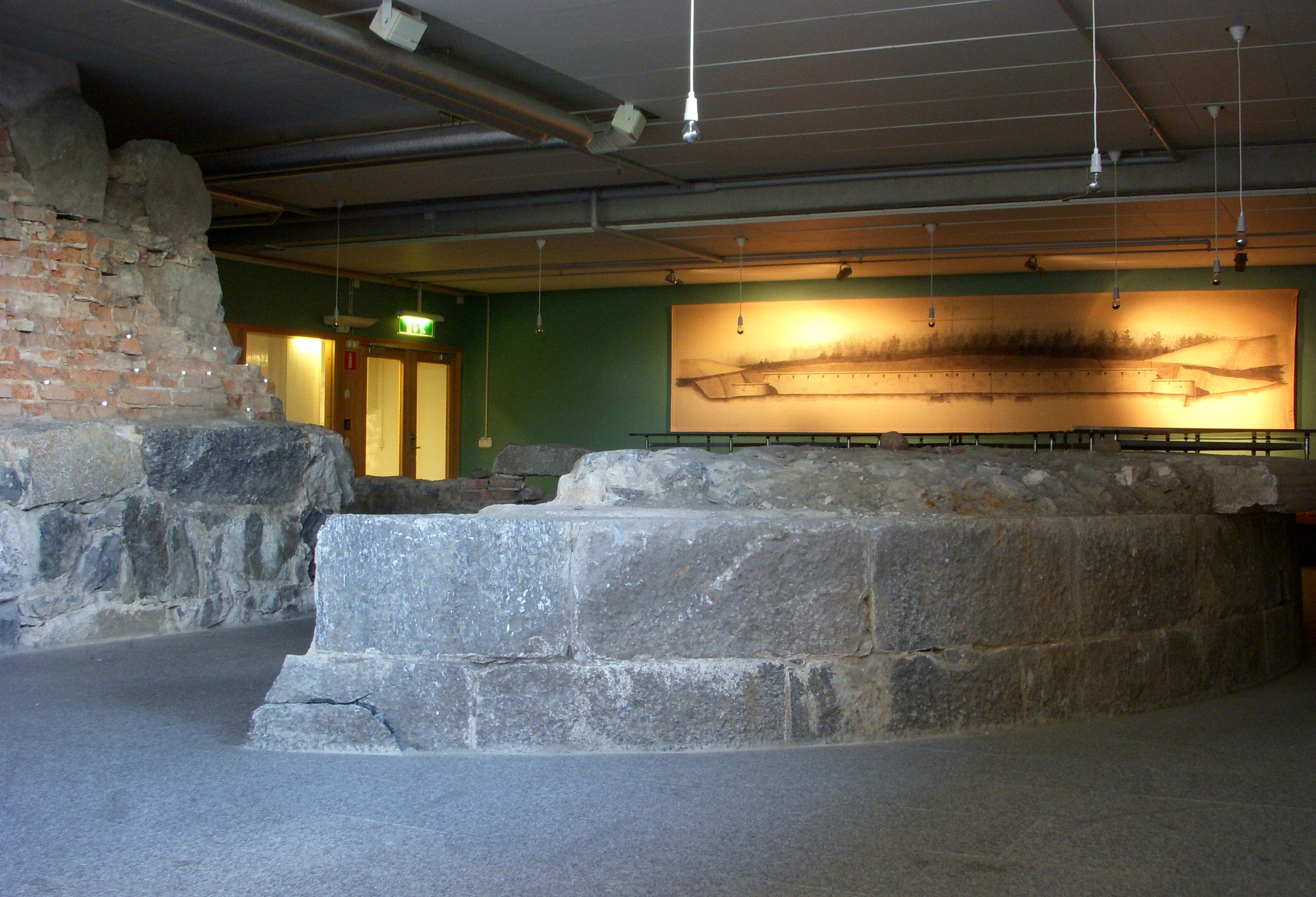
Västra rondellen

## Bilder, detaljer

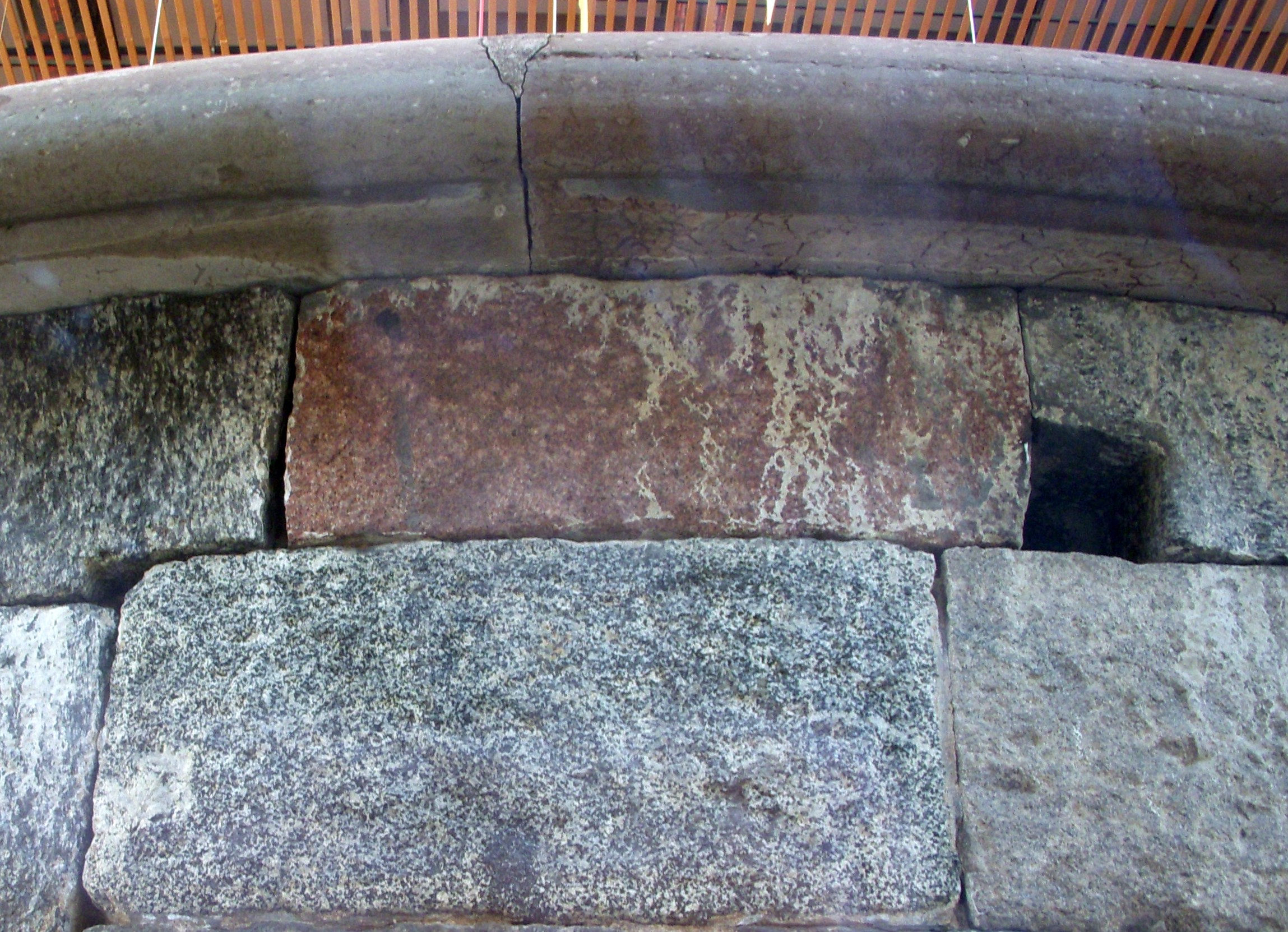
Östra rondellen
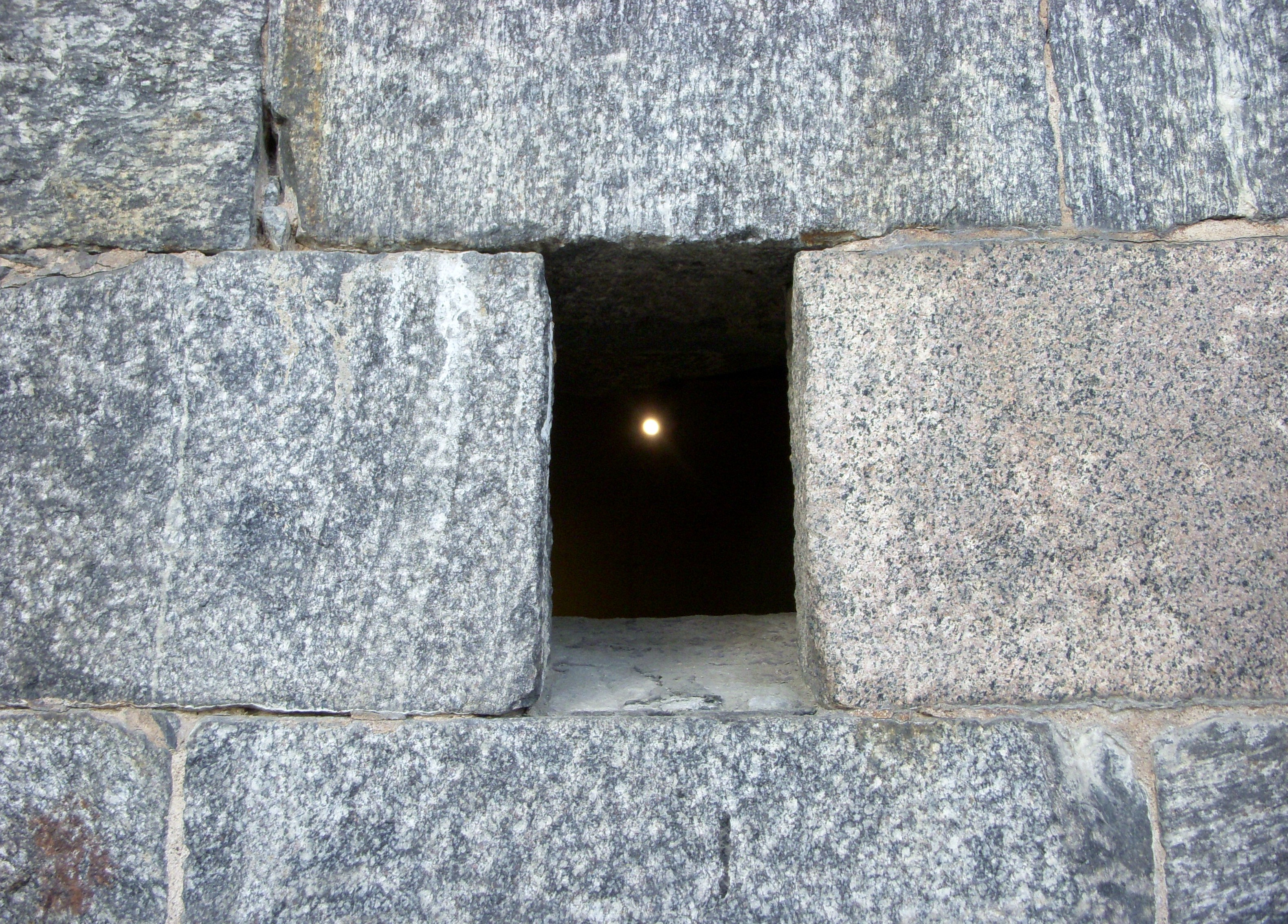
Skottglugg utifrån
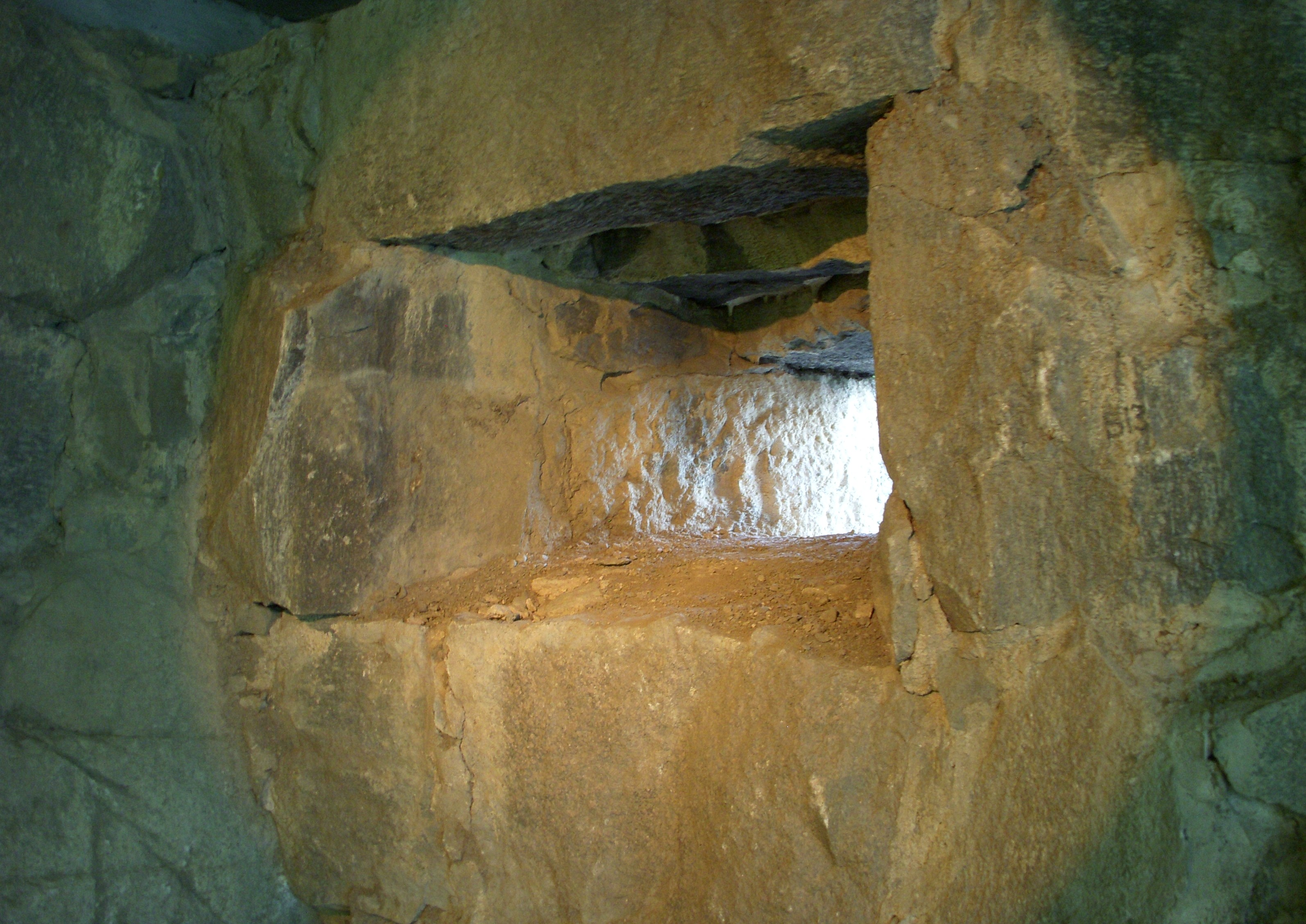
Skottglugg inifrån
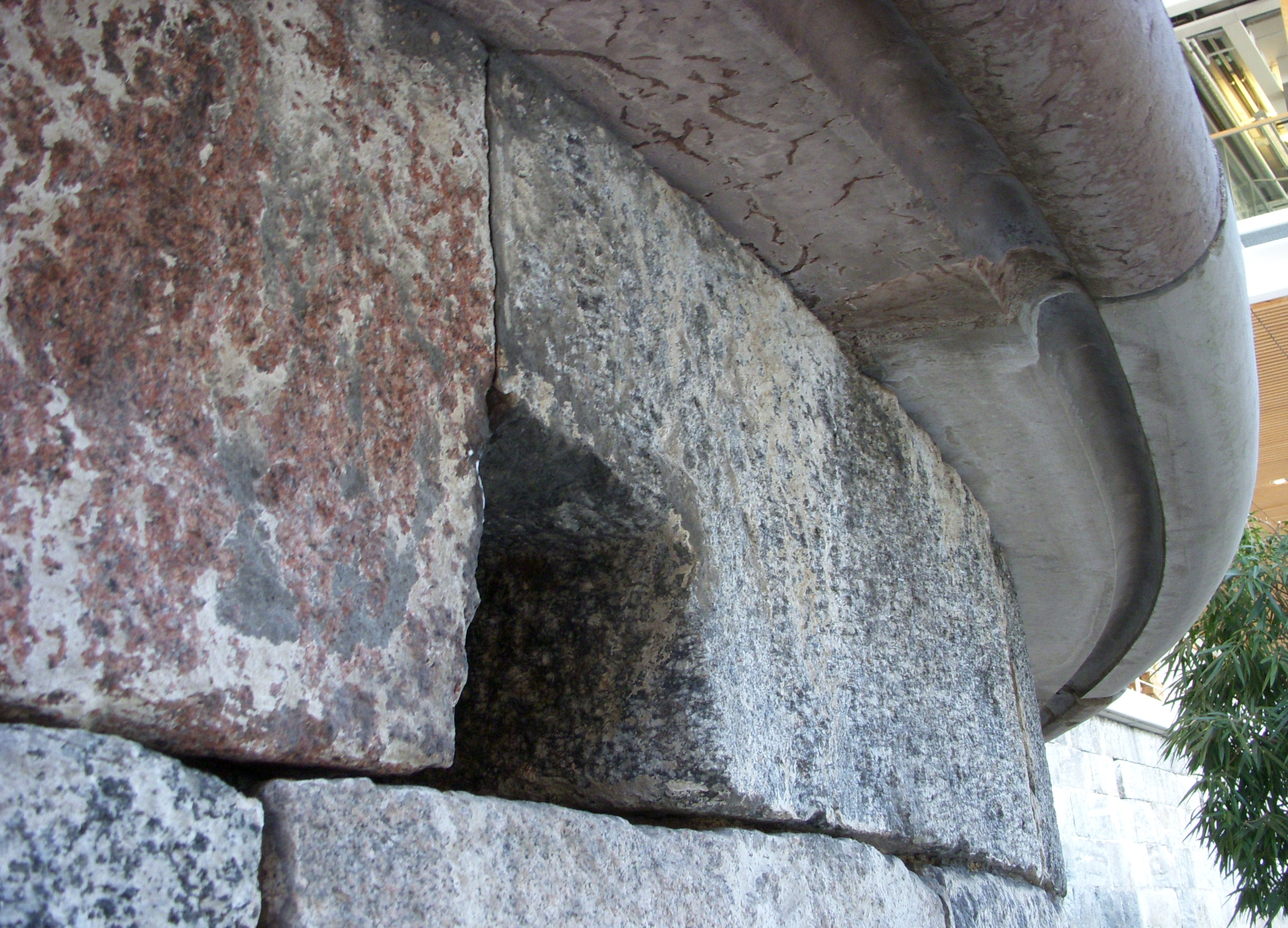
Skottglugg och kalkstenslist